# Campionati europei di atletica leggera indoor 2017 - Salto triplo femminile

## Podio
| Pos.    | Atleta                 | Nazionalità |
| ------- | ---------------------- | ----------- |
| Oro     | Kristin Gierisch       | Germania    |
| Argento | Patrícia Mamona        | Portogallo  |
| Bronzo  | Paraskeuī Papachristou | Grecia      |

## Record
| Record                | Record             | Record | Record             | Record           |
| --------------------- | ------------------ | ------ | ------------------ | ---------------- |
| Record del mondo      | Tatyana Lebedeva\| | 15.36  | Budapest, Ungheria | 6 marzo 2004     |
| Record europeo        | Tatyana Lebedeva\| | 15.36  | Budapest, Ungheria | 6 marzo 2004     |
| Record dei campionati | Ashia Hansen       | 15.16  | Valencia, Spagna   | 28 febbraio 1998 |

## Programma
| Data         | Ora   | Turno          |
| ------------ | ----- | -------------- |
| 3 marzo 2017 | 12:00 | Qualificazioni |
| 4 marzo 2017 | 17:50 | Finale         |

## Risultati

### Qualificazioni
Si sono qualificati direttamente gli atleti che hanno saltato almeno 14,05 m oppure si sono qualificati tra i primi otto.
| Posizione | Atleta                  | Nazione     | numero 1 | numero 2 | numero 3 | Risultato | Note                          |
| --------- | ----------------------- | ----------- | -------- | -------- | -------- | --------- | ----------------------------- |
| 1         | Jenny Elbe              | Germania    | 13.88    | 14.27    |          | 14.27     | Q                             |
| 2         | Kristin Gierisch        | Germania    | x        | 14.26    |          | 14.26     | Q                             |
| 3         | Ana Peleteiro           | Spagna      | x        | 13.90    | 14.20    | 14.20     | Q                             |
| 4         | Kristiina Mäkelä        | Finlandia   | 14.01    | 14.18    |          | 14.18     | Q                             |
| 5         | Anna Jagaciak-Michalska | Polonia     | 14.15    |          |          | 14.15     | Q                             |
| 6         | Paraskeuī Papachristou  | Grecia      | 14.12    |          |          | 14.12     | Q                             |
| 7         | Patrícia Mamona         | Portogallo  | 13.80    | 13.75    | 14.03    | 14.03     | q                             |
| 8         | Susana Costa            | Portogallo  | 13.72    | 13.92    | 13.97    | 13.97     | q                             |
| 9         | Jeanine Assani-Issouf   | Francia     | 13.93    | 13.94    | 13.83    | 13.94     |                               |
| 10        | Iryna Vaskouskaya       | Bielorussia | 13.85    | x        | 13.79    | 13.85     |                               |
| 11        | Elena Panțuroiu         | Romania     | 13.51    | 13.69    | 13.84    | 13.84     |                               |
| 12        | Dana Velďáková          | Slovacchia  | x        | 13.44    | 13.72    | 13.72     |                               |
| 13        | Dariya Derkach          | Italia      | 13.42    | 13.44    | 13.69    | 13.69     |                               |
| 14        | Merilyn Uudmäe          | Estonia     | 13.55    | 12.95    | 13.18    | 13.55     | Miglior prestazione personale |
| 15        | Cristina Bujin          | Romania     | 13.44    | x        | x        | 13.44     |                               |
| 16        | Ruslana Tsykhotska      | Ucraina     | 12.71    | 13.31    | 13.05    | 13.31     |                               |
| 17        | Petra Koren             | Slovenia    | 13.26    | 12.17    | 11.47    | 13.26     |                               |
| 18        | Neele Eckhardt          | Germania    | 13.22    | x        | 11.84    | 13.22     |                               |

### Finale
La finale è iniziata alle 17:50 di sabato 4 marzo
.
| Posizione | Atleta                  | Nazione    | numero 1 | numero 2 | numero 3 | numero 4 | numero 5 | numero 6 | Risultato | Note                                     |
| --------- | ----------------------- | ---------- | -------- | -------- | -------- | -------- | -------- | -------- | --------- | ---------------------------------------- |
| 1         | Kristin Gierisch        | Germania   | x        | 14.37    | x        | x        | x        | 13.91    | 14.37     | Miglior prestazione europea stagionale   |
| 2         | Patrícia Mamona         | Portogallo | 14.24    | 14.25    | 14.29    | x        | 14.32    | 14.01    | 14.32     | Miglior prestazione personale stagionale |
| 3         | Paraskeuī Papachristou  | Grecia     | 14.04    | 14.20    | 14.24    | 14.17    | x        | x        | 14.24     | Miglior prestazione personale stagionale |
| 4         | Anna Jagaciak-Michalska | Polonia    | 13.82    | 13.92    | x        | 14.14    | 13.89    | 13.91    | 14.14     |                                          |
| 5         | Ana Peleteiro           | Spagna     | 14.13    | x        | x        | 13.72    | 13.65    | x        | 14.13     |                                          |
| 6         | Jenny Elbe              | Germania   | 14.12    | x        | 11.99    | 13.91    | 13.02    | x        | 14.12     |                                          |
| 7         | Susana Costa            | Portogallo | 13.83    | 13.99    | x        | 13.89    | 13.65    | 13.71    | 13.99     | Miglior prestazione personale            |
| 8         | Kristiina Mäkelä        | Finlandia  | 13.56    | 13.70    | x        | 13.73    | 13.57    | 13.68    | 13.73     |                                          |